# Радом
Ра́дом (пол.  Radom) — город в центральной Польше, входит в состав Мазовецкого воеводства. Расположен на реке Млечна, в 100 километрах к югу от Варшавы.
Население — 209 296 человек (2020 год).

## История
Поселение на месте современного Радома возникло в VIII—IX веке, в 1155 году оно впервые упомянуто под именем Радом. В 1340 году король Казимир III основал на месте прежнего поселения город, который стали называть Новый Радом. В 1364 году он стал управляться по магдебургскому праву, в 1370 году был закончен собор Святого Иоанна. В 1401 году в Радоме была заключена польско-литовская уния, направленная против Тевтонского ордена. В 1481 году Радом становится де-факто столицей Польши — после отъезда в Литву короля Казимира IV его сын Казимир, впоследствии причисленный к лику святых, правил страной из Радома. В 1505 году в Радоме был принят закон Nihil novi, оформивший шляхетскую демократию в стране и закрепившую права дворянства и сеймов (известен также как Радомская конституция).
В XVII веке на город обрушилась череда бедствий — в 1628 году сильный пожар почти полностью уничтожил город, позднее во время войны со шведами (так называемый «Потоп») в 1660 году Радом был разграблен шведской армией. В XVIII веке город постепенно восстанавливал утраченный статус.
В 1795 году после Третьего раздела Польши Радом был аннексирован Австрией.
В 1809—1815 — в составе наполеоновского Герцогства Варшавского.

### В составе Российской империи
В 1815 году Радом вошёл в состав Российской Империи. До 1837 года был частью Сандомирского воеводства, в 1837 — 1844 годах являлся столицей Сандомирской губернии, с 1844 года по 1915 год — центр Радомской губернии. 
По окончательному подсчёту Всероссийской переписи 1897 года в губернском городе Радоме проживало 29 896 человек.  В конце 19 века в городе были 2 православные церкви, 2 католические, 1 евангелическая; 1 синагога. В Радоме функционировали мужская и женская гимназии, еврейское мужское училище.
В городе имелись 22 завода и фабрики с общей суммой производства свыше 0,5 млн. руб. Основным занятием населения являлась торговля. 

### Независимая Польша

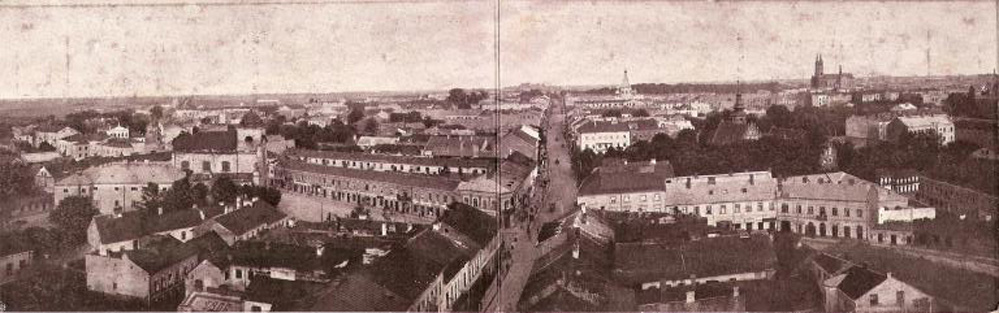
Радом в 1914 году.

В июле 1915 года Радом был оккупирован австро-венгерскими войсками, которые остались в городе до ноября 1918 года.
После Первой мировой войны в ноябре 1918 года он становится частью Польши, вновь получившей независимость и объединившейся после разделов. Во время Второй мировой войны оккупирован нацистами, освобождён Красной Армией 16 января 1945 года. В 1976 году в городе прошли массовые забастовки рабочих против повышения цен в стране.
До 1999 года Радом был столицей Радомского воеводства, после административной реформы 1999 года входит в состав Мазовецкого воеводства.

## Достопримечательности

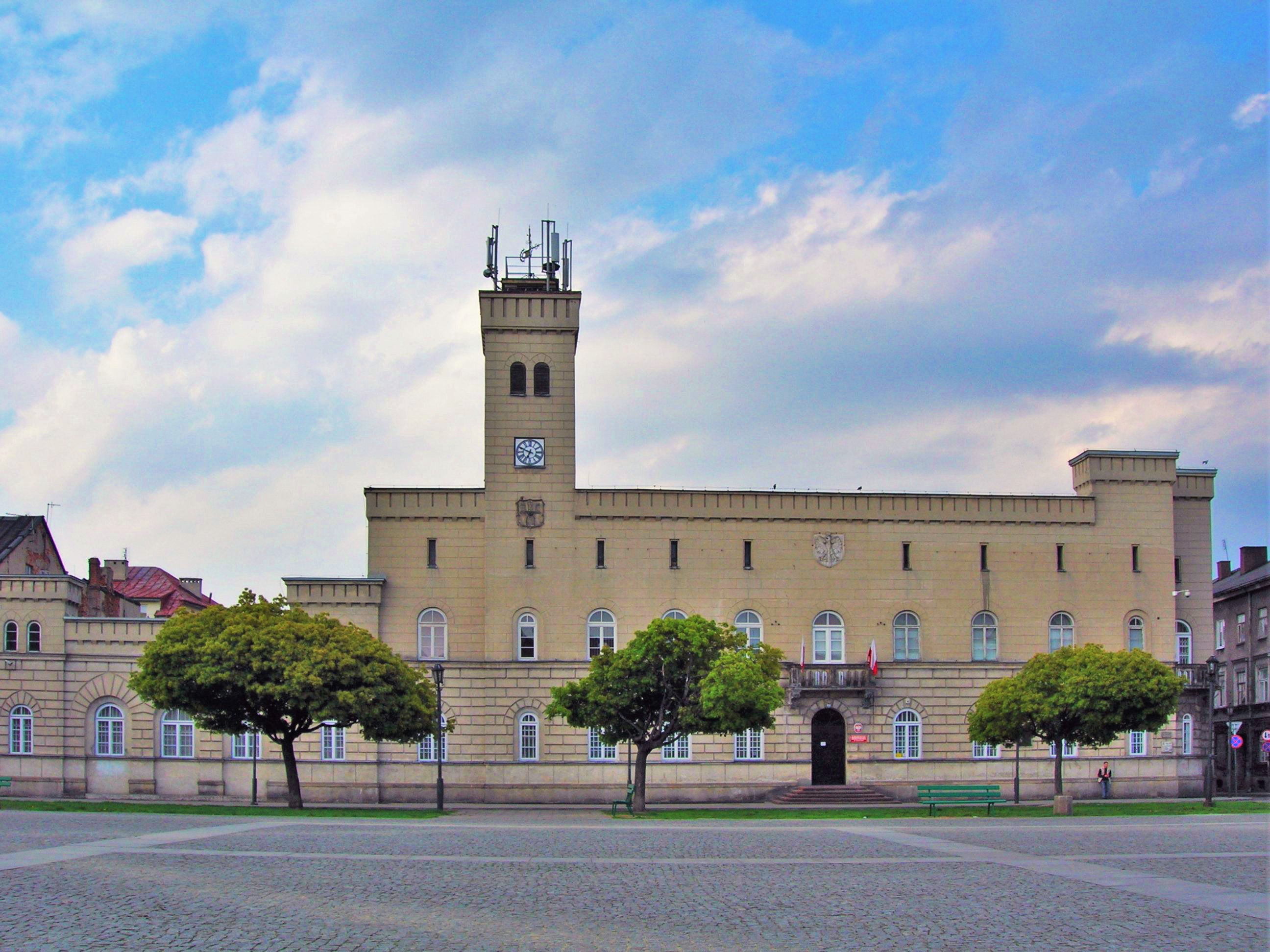
Здание ратуши

- Костёл Святого Вацлава. Находится на центральной площади Старого города. Церковь построена в начале XIII века в готическом стиле.
- Собор Св. Иоанна Крестителя, основание храма заложено королём Казимиром III, построен в 1370 году в готическом стиле, с тех пор многократно перестраивался.
- Монастырь и собор бернардинцев (1468—1507).
- Церковь Св. Троицы. Построена в 1619—1627 гг. в стиле барокко, перестроена в 1691 г. после пожара.
- Собор Девы Марии. Закончен в 1908 г. Неоготический стиль.
- Протестантская церковь (1785 г.)
- Здание ратуши (1848 г.)
- Еврейское кладбище;
- Католическое кладбище;
- Православное кладбище.

## Культура

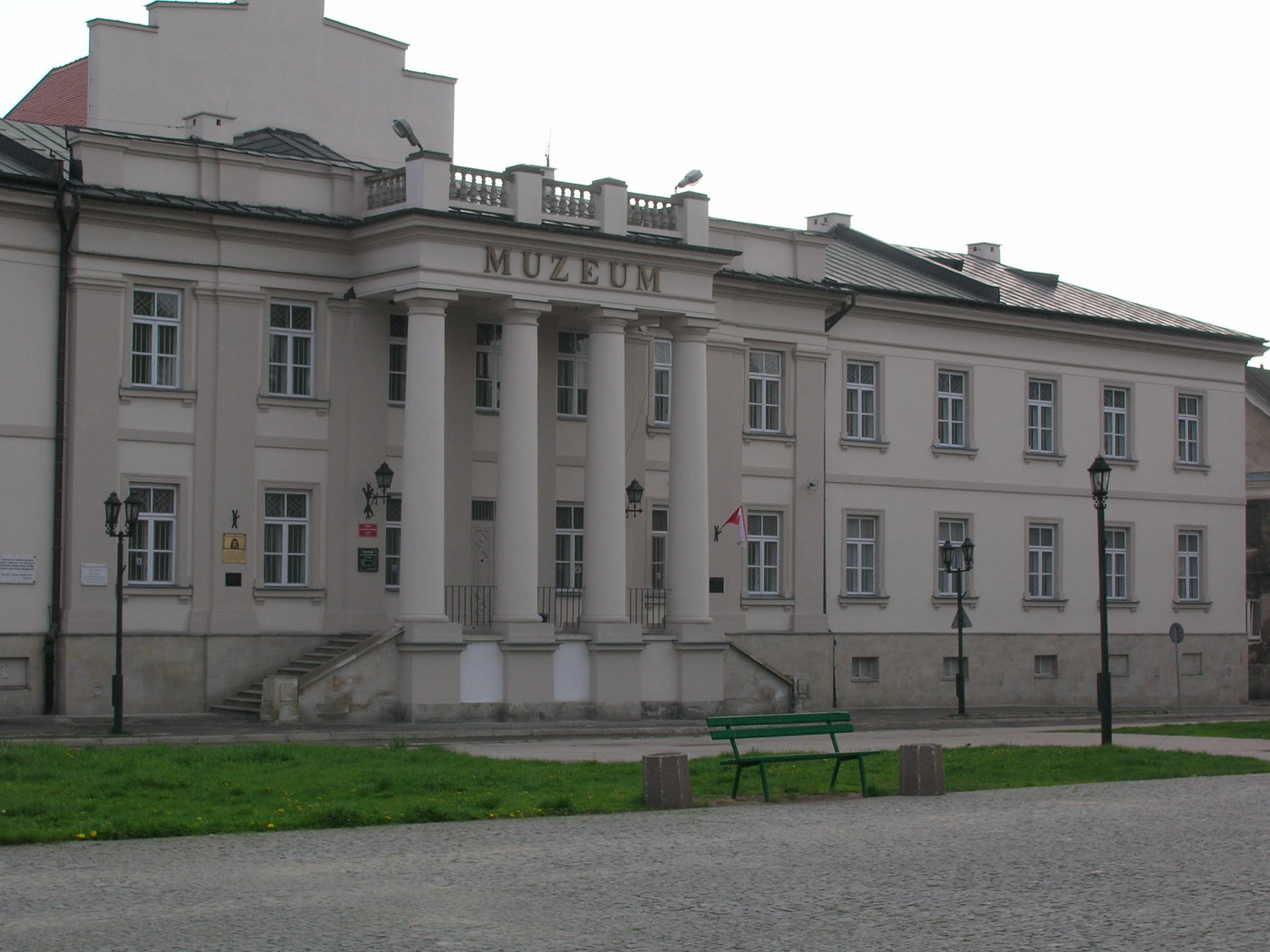
Музей Яцека Мальчевского

В городе действует музей знаменитого польского художника Яцека Мальчевского, уроженца Радома; музей современного искусства, музей Радомской деревни (затрагивает XVIII—XX века) и музей скаутского движения. Широко известен в стране и за рубежом Театр имени Яна Кохановсого.

## Аэропорт
В 4 км от города находится аэропорт Варшава-Радом, гражданский и военный аэропорт с одной ВПП.
В Радоме 1 раз в 2 года проводится сентябрьское авиашоу в Радоме — крупнейшее в Польше. 30 августа 2009 года в результате крушения Су-27УБ белорусских ВВС, принимавших участие в 11-м по счёту авиашоу, погибли два пилота — А. Марфицкий и А. Журавлевич.

## Прочие сведения
Полуавтоматический пистолет польского производства Vis.35 производился с 1935 года по 1945 год в арсенале города Радом, в связи с чем эта модель пистолета хорошо известна под неофициальным именем «Радом».

## Города-побратимы
- Таоюань, Тайвань[5]
- Тернополь, Украина.
- Гомель, Беларусь.